# 472 до н. е.

## Події
- 472 — Консули Луцій Пинарій Мамерцін Руф і Луцій Фурій Медуллін Фуз. (за Т.Лівієм Публій Ф. М.Ф.) Плебейський трибун Волерон Публілій.
- 472 — Закон Волерона Публія про обрання плебейських трибунів у центуріонських коміціях.
- 472 — Армія Сіракуз розбила Фрасидея, тирана Акраганту. Гієрон I об’єднав всю Сицилію.
- 472 — 77-і Олімпійські ігри. Розширені до 5 днів.
- 472 — Олімпійська перемога Ерготела Гімерського.
- 472 (або 468) — Олімпійські оди 6 Піндара — Агесію Сіракузькому (переможець на мулах).
- 472/1 — Афінський архонт-епонім Харет.